# سد شهید قربانی
سد شهید قربانی در غرب شهرستان گنبد کاووس و در روستای ایمر قرار دارد بر روی رودخانه سیاه جوی احداث گردیده‌است. این سد که از نوع خاکی می‌باشد معادل 6 میلیون متر مکعب قابلیت ذخیره آب دارد و قادر است حدود ۵۰۰ هکتار از اراضی کشاورزی را تحت پوشش آبیاری قرار دهد.
طول تاج سد ۱۲۰۰ متر و ارتفاع متوسط از کف مخزن حدود ۶ متر است. این سد دارای سر ریز تنظیمی می‌باشد که در سال ۱۳۹۵ اجرا شد.